# Albertinebusktörnskata
Albertinebusktörnskata (Laniarius holomelas) är en nyligen urskiljd fågelart i familjen busktörnskator inom ordningen tättingar.

## Utbredning och systematik
Fågeln förekommer i östra Demokratiska republiken Kongo, Uganda, Rwanda och Burundi. Den betraktades tidigare som en underart av Laniarius poensis men urskiljs numera oftast som egen art.

## Status
IUCN kategoriserar den som livskraftig.